# Lo Molin Màger
Lo Molin Màger (en francès Moulin-Mage) és un municipi francès situat al departament del Tarn i a la regió d'Occitània.

## Demografia
| 1962                                       | 1968 | 1975 | 1982 | 1990 | 1999 | 2007 |
| ------------------------------------------ | ---- | ---- | ---- | ---- | ---- | ---- |
| 380                                        | 381  | 346  | 358  | 365  | 364  | 332  |
| Des de 1962: població sense dobles comptes |      |      |      |      |      |      |

## Administració
| Període   | Identitat     | Partit |
| --------- | ------------- | ------ |
| 1989-1995 | Jean Evrad    |        |
| 1995-2004 | Roger Verdier |        |
| 2004-2008 | Jean Pierre   |        |
| 2008-     | Michel Vidal  |        |